# Никитин, Иван Семёнович (актёр)
Ива́н Семёнович Ники́тин (12 июля 1930, Юледур, Ронгинский район, Марийская автономная область, Горьковский край, РСФСР, СССР — 10 сентября 2009, Йошкар-Ола, Марий Эл, Россия) — марийский советский актёр театра. Актёр Марийского театра драмы имени М. Шкетана (1952—1955, 1956—1990). Народный артист Марийской АССР (1980). Заслуженный артист Марийской АССР (1972).

## Биография
Родился 12 июля 1930 года в деревне Юледур ныне Советского района Марий Эл в семье служащих. 
В 1945 году окончил Кужмаринскую школу-семилетку родного района, работал в колхозе.
В 1948 году поступил на театральное отделение Марийского государственного музыкально-театрального училища имени И. С. Палантая, которое окончил в 1952 году.
В 1952—1955 годах — актёр Марийского театра драмы имени М. Шкетана.
С февраля 1955 по февраль 1956 года работал в тресте «Марилес».
В сентябре 1956 года вновь вернулся в Марийский театр драмы имени М. Шкетана, где проработал актёром в общей сложности около 40 лет. В 1990 году вышел на пенсию.
Скончался 10 сентября 2009 года в г. Йошкар-Оле.

## Актёрская игра
За 40 лет работы сыграл на сцене Марийского театра драмы имени М. Шкетана более 150 ролей. 
Первой самостоятельной работой была роль Сану в драме М. Шкетана «Ачийжат-авийжат!..» («Эх, родители!..», 1952), где его партнёршей по роли была А. Тихонова. Старшим другом и наставником считал известного марийского артиста, заслуженного артиста РСФСР Г. М. Пушкина.
Известен как типажный актёр, амплуа — социальный герой. Сыграл множество отрицательных персонажей: карьеристов, рвачей, очковтирателей и т. п., исполнение которых отмечено социальной и художественной глубиной. Умел наполнять жизненным содержанием роли героев, написанных драматургами в отрицательном стиле.
Наиболее полно раскрылся в спектаклях национального классического репертуара (пьесы М. Шкетана, С. Николаева, А. Волкова и др.). Актёру удавалось донести до зрителя народный юмор. При внешне сдержанной манере игры он убедительно раскрывал внутренний мир своих героев, выстраивал социально-заострённые характеры.
Играл и в спектаклях классического репертуара (пьесы А. Островского, Вс. Вишневского, У. Шекспира, Б. Брехта и др.). 
Вёл большую шефскую работу в Моркинском народном театре.
Награждён медалями и Почетными грамотами Президиума Верховного Совета Марийской АССР и Министерства культуры МАССР. В 1980 году ему присвоено почётное звание «Народный артист Марийской АССР».

## Основные роли
Список основных ролей И. С. Никитина:
- Сану (М. Шкетан «Ачийжат-авийжат!..» / «Эх, родители!..», 1952)
- Элексе, Йыван (М. Рыбаков «Кок эрге» / «Два сына», 1960; «Керемет корем воктене» / «У чёртова оврага», 1962)
- Валера (А. Волков «Оръеҥ мелна» / «Свадебные блины», 1962)
- Вӧдыр (Н. Айзман «Кай, кай Йыванлан» / «Выйди, выйди за Ивана», 1957)
- Ванька-комиссар, Осып (М. Шкетан «Эреҥер», 1967; «Эх, родители!..», 1970)
- Полатов, Терей (С. Николаев «Салика»)
- Атавай и Якай (С. Николаев «Айвика»)
- Коммунист Онтон (М. Рыбаков «Салтак вате», «Кинде», «Онтон» / «Солдатка», 1969, «Хлеб», 1970, «Онтон», 1972)
- Пигелде (А. Волков «Алдиар» 1969)
- Виктор (Н. Терентьев «Ӱшан» / «Сибирская дивизия», 1972)
- Миловидов (А. Островский «Кугорно валне» / «На бойком месте», 1973)
- Ондржей (К. Чапек «Ава» / «Мать», 1973)
- Главнокомандующий (Б. Брехт «Вуянче ава ден шочшыжо-влак» / «Мамаша Кураж и её дети», 1975)
- Командир корабля (Вс. Вишневский «Оптимистическая трагедия», 1980)
- Граф Корнуэл (У. Шекспир «Лир кугыжа» / «Король Лир», 1984)
- Прокоп (М. Рыбаков «Морко сем» / «Моркинские напевы», 1995)
- Жеронтт (Мольер «Чоя Скапен» / «Плутни Скапена», 1995)
- Священник Филипп Лазаревич (К. Коршунов «Пӱрыдымӧ пӱрымаш» / «Несужденная судьба», 1997)
- Чемеков (А. Филиппов «Шоҥго ӱдырын мурыжо» / «Песня старой девы», 1998)

## Признание
- Народный артист Марийской АССР (1980)[2][3][5]
- Заслуженный артист Марийской АССР (1972)[2][3][5]
- Медаль «За доблестный труд в Великой Отечественной войне 1941—1945 гг.» (1946)[5]
- Почётная грамота Президиума Верховного Совета Марийской АССР (1969)[2][3][5]

## Память
В августе 2010 года в г. Йошкар-Оле на доме № 181 по улице Первомайской, где в 1970—1998 годах жил народный артист Марийской АССР И. С. Никитин, в память о нём была установлена мемориальная доска. 